# Konfijten (kooktechniek)

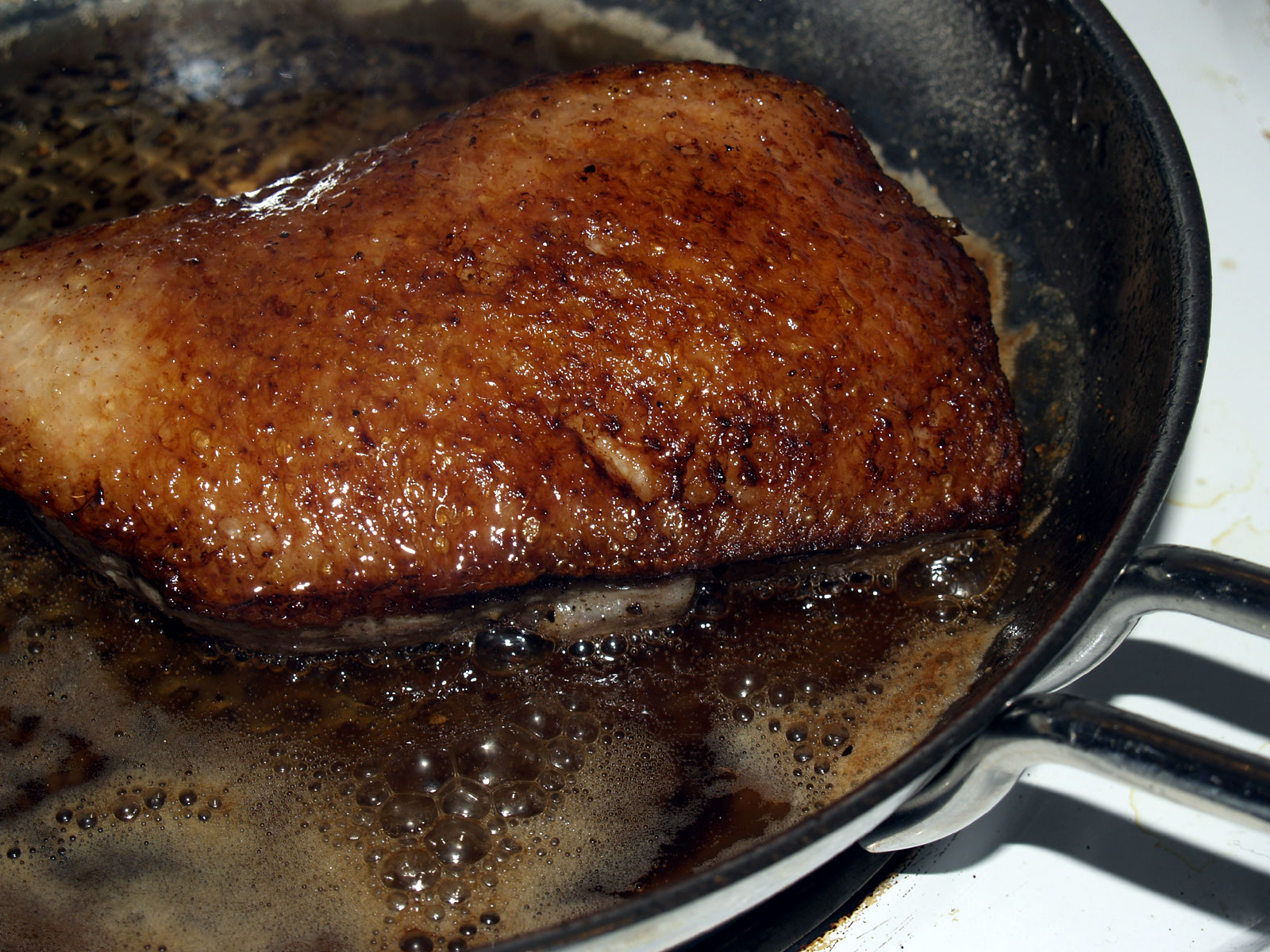
gekonfijte eend

Konfijten (Frans: Confiserie) is een kooktechniek uit de Franse keuken waarbij vlees, wild of gevogelte langdurig wordt gegaard in een grote hoeveelheid dierlijk vet. Dit gebeurt bij een temperatuur die niet boven de 90 graden Celsius komt. Gekonfijt vlees is langer houdbaar. Een bekende Franse specialiteit is confit de canard, gekonfijte eendenbout, die vaak in blik verkocht wordt.

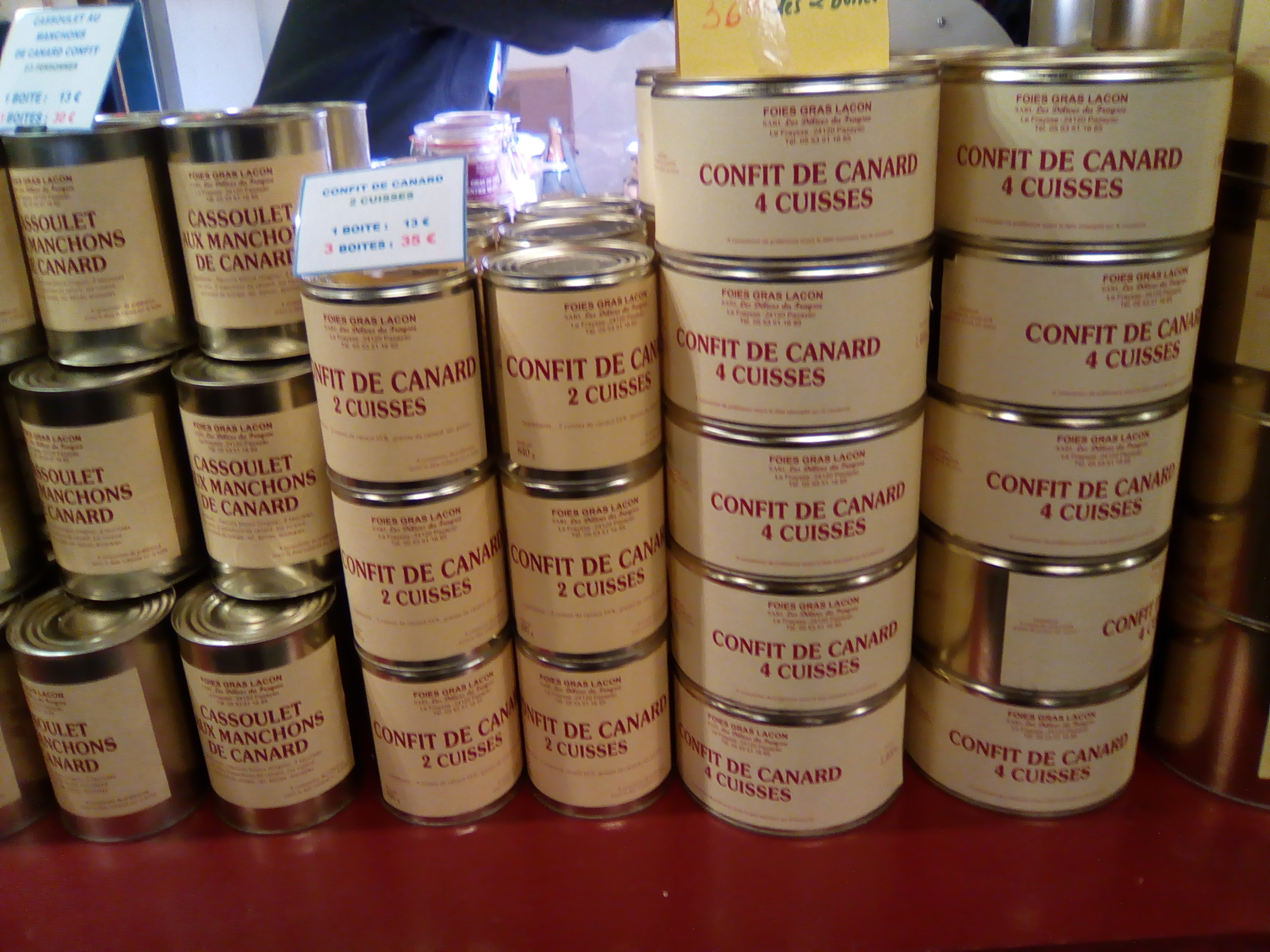
Blikken confit de canard